# Bătălia de la Dragoslavele
Bătălia de la Dragoslavele a fost confruntare militară între forțele române pe de o parte și forțele Puterilor Centrale (Germania și Austro-Ungaria) pe de altă parte. A făcut parte din Campania României din Primul Război Mondial și a reprezentat o etapă a luptelor desfășurate în zona Bran-Câmpulung (8-23 octombrie 1916) pentru apărarea trecătorilor din Munții Carpați. Bătălia s-a soldat cu o victorie a României și oprirea efectivă a înaintării Puterilor Centrale în zonă. 

## Istoric
Forțele Puterilor Centrale din zonă au fost reprezentate de Corpul I Rezervă german condus de generalul Curt von Morgen, un grup de luptă mixt format din unități germane și austro-ungare.:353 Forțele române au fost formate din elemente ale Armatei I, respectiv Diviziile 12 și 22. Divizia a 12-a făcea parte din Armata I încă de la începutul campaniei, în timp ce Divizia 22 fusese abia recent repartizată Armatei I, comandată la acea vreme de generalul Nicolae Petala, care îl înlocuise pe generalul Ioan Dragalina la 25 octombrie, după ce acesta din urmă a fost rănit în acțiune.:12,142,158,172 Până pe 12 octombrie, trupele generalului Von Morgen reușiseră să cucerească pasul Rucăr-Bran. Totuși, la sud de Câmpulung era o a doua creastă, ceea ce însemna că drumul către Țara Românească ar fi fost deschis doar când orașul și înălțimile de dincolo de el ar fi fost capturate.:362

## Bătălia
La 14 octombrie, Brigada a 8-a de munte austro-ungară a Corpului I de rezervă al lui von Morgen a capturat Rucăr, la sud de pasul Rucăr-Bran. Mergând pe teren accidentat și fără drumuri, austro-ungurii au luat prin surprindere diviziile 12 și 22 române neexperimentate atacându-le din flanc.:158,169 Pe 26 octombrie, forțele lui von Morgen au atacat violent lângă Dragoslavele, dar au fost respinse de români. Pe 27 octombrie, românii au contraatacat la Dragoslavele, luând 300 de prizonieri.:17

## Consecințe
Ofensiva trupelor comandate de Von Morgen a fost blocată la Dragoslavele. Deși mai avea doar 10 kilometri până la Câmpulung, Corpul I Rezervă german nu va reuși decât progrese minore pe parcursul lunii următoare. :158 La 27 octombrie, preluând inițiativa în acest sector al frontului, românii au organizat o contraofensivă și în ziua următoare (28 octombrie) au recucerit satul Lerești, care fusese ocupat de Puterile Centrale cu câteva zile înainte. :442 Câmpulungul a fost cucerit în cele din urmă pe 29 noiembrie, dar nu pentru că apărarea românească ar fi fost depășită. În ciuda atacurilor repetate, germanii nu reușiseră să străpungă liniile românești. Totuși, pentru a nu permite învăluirea flancului său vestic, Armata 1 Română s-a retras spre est, iar punctele de rezistență românești au trebuit să fie abandonate unul după altul, chiar dacă nu fuseseră cucerite. În cele din urmă, înaintarea dinspre vest a altor trupe germane a permis forțelor generalului von Morgen să ocupe Câmpulung.:386
Von Morgen a susținut că o mare parte a Armatei Române ar fi putut fi capturată dacă s-ar fi putut realiza o străpungere la Câmpulung. El a insistat că aceasta ar fi însemnat „o adevărată victorie, precum la Cannae sau Tannenberg”.:300

## Mausoleul Eroilor
Mausoleul de la Mateiaș, cunoscut și sub numele de Mausoleul Eroilor, este un monument dedicat soldaților români care au luptat în Primul Război Mondial. Osuarul adăpostește rămășițele a peste 2.100 de soldați în 31 de cripte. Construit în 1928–1935, mausoleul este situat pe Dealul Mateiaș, în comuna Valea Mare-Pravăț. În apropiere trece Drumul european E574 (DN73), care merge de la Câmpulung spre Dragoslavele și mai departe prin Pasul Rucăr-Bran până la Brașov.

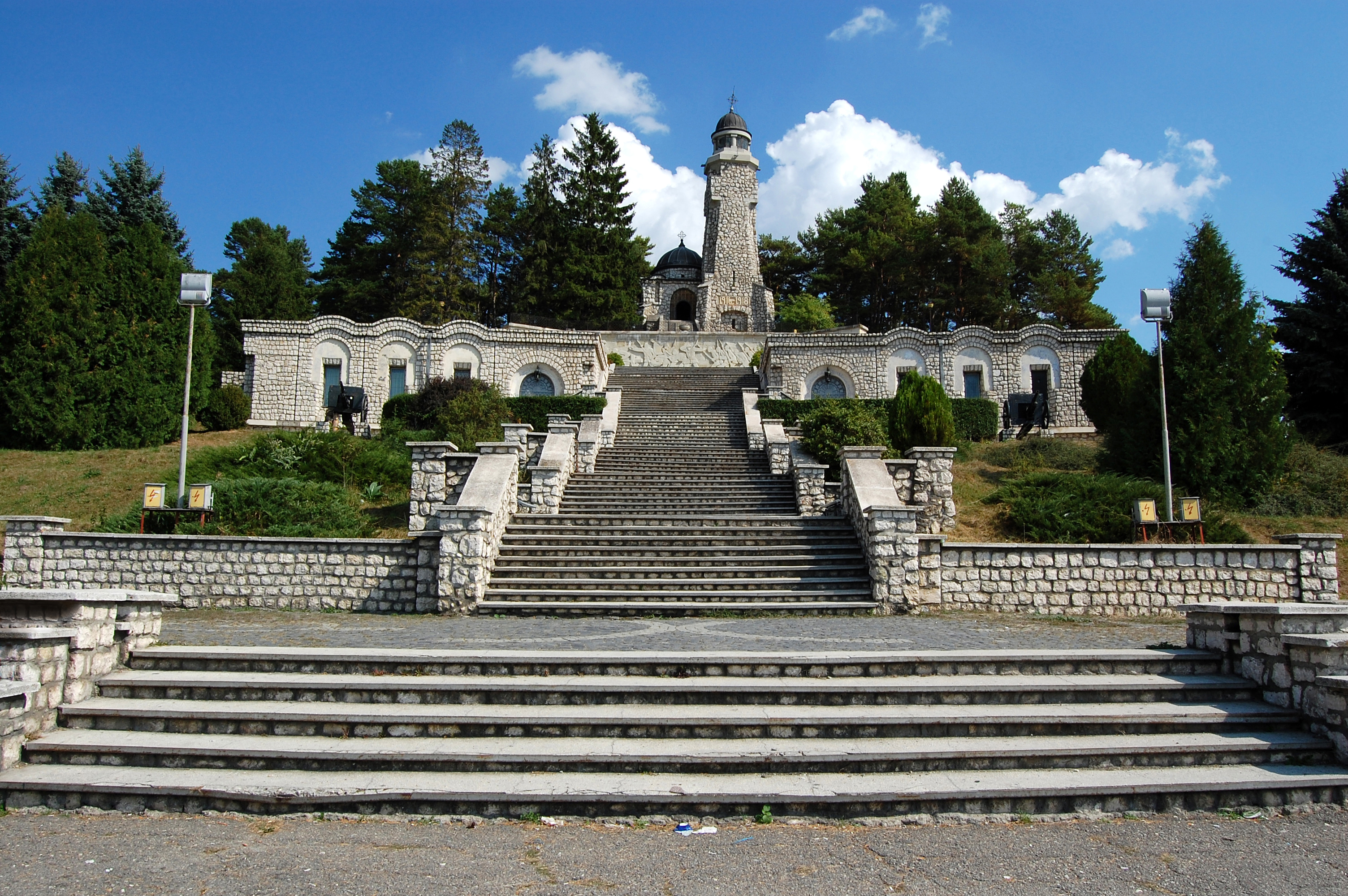
Mausoleul de la Mateiaș, ridicat în apropierea locului bătăliei
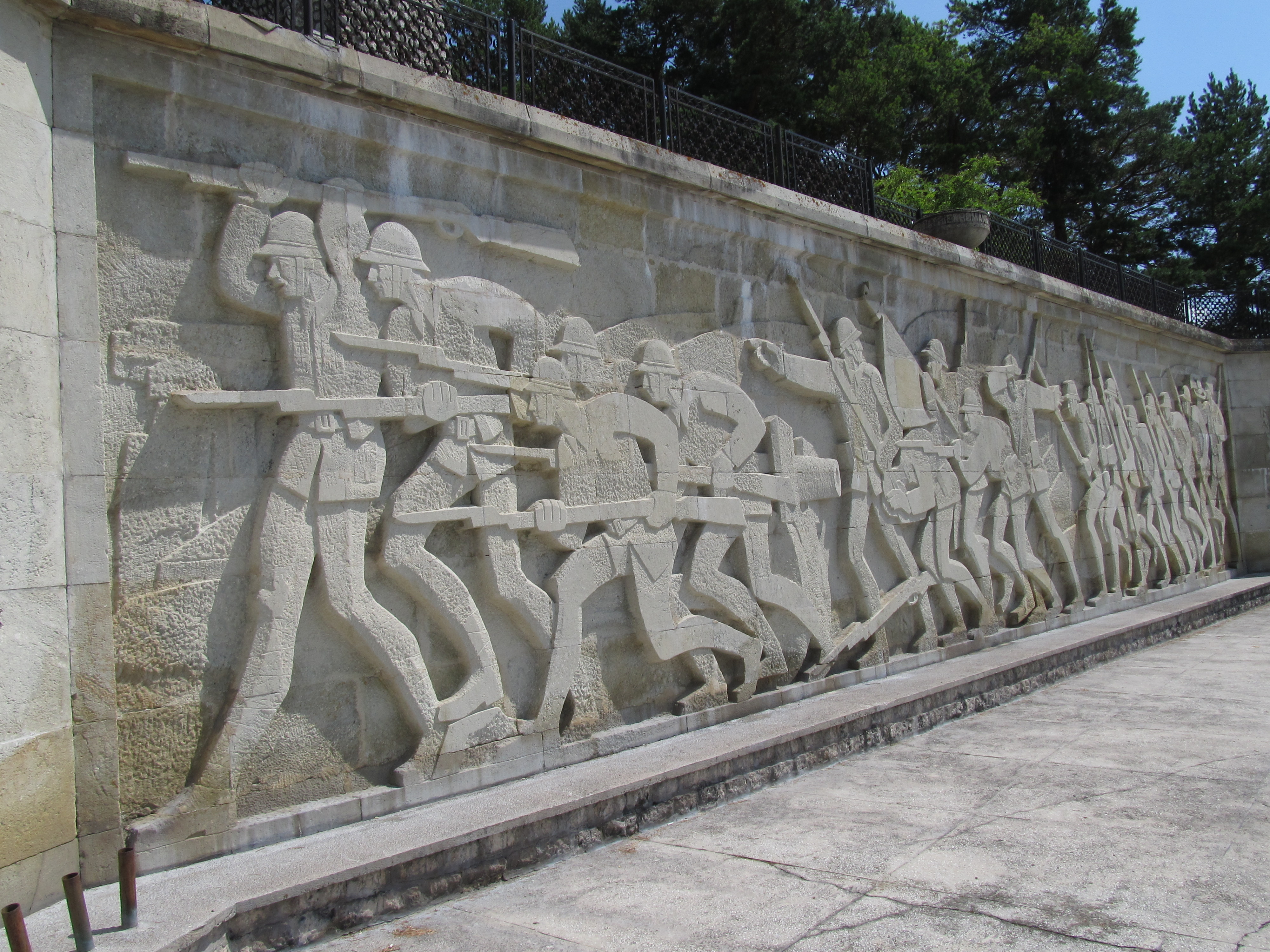
Basorelief al mausoleului
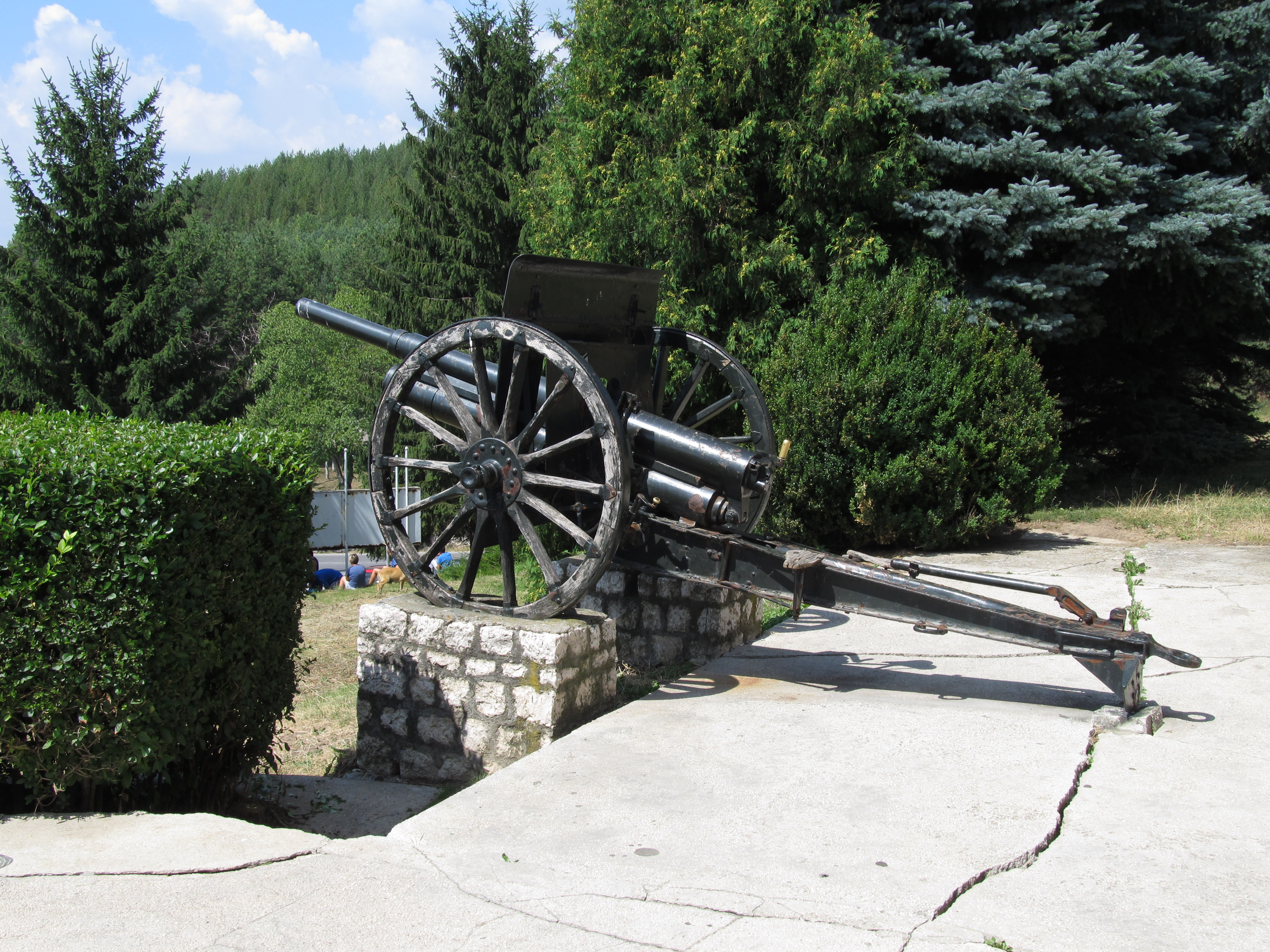
Piesă de artilerie expusă la mausoleu